# Франк О'Конър (награда)
Международната награда за къс разказ „Франк О'Конър“ (на английски: The Frank O'Connor International Short Story Award) е награда, за която могат да се състезават сборници с къси разкази, издадени на английски език.
Националността на авторите не е от значение. Със своето парично изражение (25 хиляди евро към 2012 г.) тя е най-богатата награда за сборници с разкази в света. Всяка година се изготвя т.нар. „дълъг списък“ от около 60 книги, а след това „кратък списък“ от 4 или 6 книги, измежду които жури от 3 души избира носителя за годината.

## История
През 2000 г. Мънстъровият литературен център в град Корк (на английски: The Cork Munster Literature Centre) организира първия международен фестивал на късия разказ, като го посвещава на паметта на живелия в Корк писател Франк O'Конър. Фестивалът включва публични четения, литературни форуми и работилници. През 2005 г. на основата на фестивала е създадена и наградата за сборник с къси разкази – във връзка с това, че Корк е избран тогава за европейска столица на културата.
През 2008 г. журито избира победителя директно от дългия списък без да излъчва междинен кратък списък.

## Носители
| година | победител          | сборник с разкази                                | номинирани автори и сборници с разкази в късия списък | източници    |
| ------ | ------------------ | ------------------------------------------------ | --- | ------------ |
| 2005   | Юн Ли              | A Thousand Years of Good Prayers                 | - Дейвид Безмозгис – Natasha and Other Stories - Алис Хофман – Blackbird House - Брет Антъни Джонстън – Corpus Christi - Тим Уинтън – The Turning - Дейвид Мийнс – The Secret Goldfish                                          | [ 4 ]        |
| 2006   | Харуки Мураками    | Blind Willow, Sleeping Woman                     | - Рейчъл Шърман – The First Hurt - Шамрат Упадхя – The Royal Ghosts - Роуз Тримейн – The Darkness of Wallis Simpson - Филип О Сийлей – Notes from a Turkish Whorehouse - Питър Щам – In Strange Gardens and Other Stories       | [ 5 ]        |
| 2007   | Миранда Джулай     | No One Belongs Here More than You                | - Саймън Робсън– The Separate Heart and Other Stories - Олаф Олафсон – Valentines - Етгар Керет – Missing Kissinger - Мануел Муньос – The Faith Healer of Olive Avenue - Шарлот Гримшоу – Opportunity                           | [ 6 ]        |
| 2008   | Джумпа Лахири      | Unaccustomed Earth                               | - Не се излъчват номинирани в кратък списък. | [ 3 ]        |
| 2009   | Саймън ван Буй     | Love Begins in Winter                            | - Петина Гапа – An Elegy for Easterly - Уелс Тауър – Everything Ravaged, Everything Burned - Ших-ли Коу – Ripples and Other Stories - Филип О Сийлей – The Pleasant Light of Day - Шарлот Гримшоу – Singularity                 | [ 7 ] [ 8 ]  |
| 2010   | Рон Ръш            | Burning Bright                                   | - Т. С. Бойл – Wild Child - Дейвид Констънтайн – The Shieling - Робин Блек – If I Love You I Would Tell You This - Бел Богс – Mattaponi Queen - Лаура ван ден Берг – What the World Will Look Like When All the Water Leaves Us | [ 9 ]        |
| 2011   | Една О'Брайън      | Saints and Sinners                               | - Юн Ли, Gold Boy, Emerald Girl - Аликзандър Маклиъд, Light Lifting - Сюзан Ривека, Death is Not an Option - Колъм Тойбин, The Empty Family - Валери Трублъд, Marry or Burn                                                     | [ 10 ]       |
| 2012   | Нейтън Ингландър   | What We Talk About When We Talk About Anne Frank | - Кевин Бари, Dark Lies the Island - Фиона Кидман, The Trouble with Fire - Сара Хол, The Beautiful Indifference - Етгар Керет, Suddenly a Knock on the Door - Люсия Перийо, Happiness is a Chemical in the Brain                | [ 1 ] [ 11 ] |
| 2013   | Дейвид Константайн | Tea at the Midland and Other Stories             | - Tamas Dobozy, Siege 13 - Deborah Levy, Black Vodka - Джойс Каръл Оутс, Black Dahlia & White Rose - Peter Stamm, We're Flying - Claire Vaye Watkins, Battleborn                                                                | [ 12 ]       |
| 2014   | Колин Барет        | Young Skins                                      | - Laura van den Berg, The Isle of Youth - A. L. Kennedy, All the Rage - Phil Klay, Redeployment - Ben Marcus, Leaving the Sea - Лори Мур, Bark                                                                                  | [ 13 ]       |
| 2015   | Carys Davies       | The Redemption of Galen Pike                     | - Karen Bender, Refund - Tony Earley, Mr. Tall - Kirsty Gunn, Infidelities - Thomas McGuane, Crow Fair - Alejandro Zambra, My Documents                                                                                         | [ 14 ]       |